# Jean de Beins
Ne doit pas être confondu avec Jean Bein.
Jean de Beins est un ingénieur et géographe militaire français né à Paris en 1577 et mort à Saint-Égrève (près de Grenoble) en 1651.
Il est le fils de Nicolas de Beins, « notable bourgeois » de Paris.

## Biographie
Il s'est engagé à 13 ans comme arquebusier à cheval. Il participe au siège de Paris entre mai et septembre 1590 et y est blessé. En février 1591, il est dans la compagnie de Charles de Balsac, baron de Dunes, au siège de Chartres où il est de nouveau blessé. Il participe au siège de Rouen entre décembre 1591 et juillet 1592. Il est blessé au siège de Dreux. En 1596, il est envoyé à Perpignan, sous les ordres du maréchal d'Ornano où il est de nouveau blessé. En 1597, il est en Savoie sous les ordres du duc de Lesdiguières pendant la campagne contre le duc de Savoie. Il s'y fait reconnaître par la «générosité de son courage». Il fait la connaissance du duc de Lesdiguières. Il reste militaire jusqu'à la paix de Vervins, en 1598.
Après 1598, Jean de Beins « s'était estudié aux mathématiques et rendu capable de la science des fortifications et de la géographye... ». Il sert ensuite comme commis et géographe du roi aux fortifications du Dauphiné sous les ordres de Raymond de Bonnefons, ingénieur pour le roi en Dauphiné, Bresse et Provence. Le lieutenant général du Dauphiné était le duc de Lesdiguières. Il se forme alors sur le tas.
Lors de la guerre franco-savoyarde (1600-1601), il participe aux sièges de Montmélian, Charbonnière, Bourg-en-Bresse et du fort Sainte-Catherine, près de Genève. La guerre se termine avec le traité de Lyon, le 17 janvier 1601. Le département de Raymond de Bonnefons s'agrandit de Bresse, du Bugey, du Valromey et du Pays de Gex.

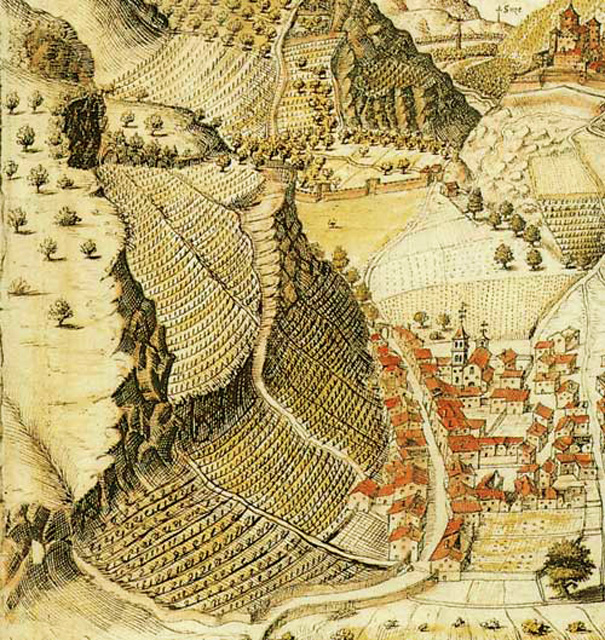
Exilles, commune du Piémont italien, par Jean de Beins, au début du XVIIe siècle.

En 1601, Raymond de Bonnefons et Jean de Beins travaillent au Fort Barraux, à Exilles et à Bourg-en-Bresse.
Jean de Beins est désigné comme «ingénieur entretenu par le Roy» dans une ordonnance signée par Sully en 1606 et indique qu'il a «mis en mains de Sa Majesté des Cartes du païs de Dauphiné et de Bresse». 
Raymond de Bonnefons meurt en enclouant des canons, en 1607, comme l'écrit Sully au roi Henri IV le 25 juillet : «Il est arrivé un accident en Provence qui m'apporte du desplaisir ; c'est la mort de deux de vos ingénieurs à scavoir Bonnefons et le jeune Errard qui n'en savait guère moins que son père». Après l'avis de Sully, en 1607, la charge de Raymond de Bonnefons est partagée entre son fils, Jean de Bonnefons, nommé ingénieur ordinaire en Provence et Languedoc, et Jean de Beins, nommé ingénieur pour le Roi, géographe de Dauphiné et Bresse. 
Jean de Beins va alors être le grand fortificateur du Dauphiné. En 1607, il travaille sur le fort Barraux pour faire de cette place la plus forte du Dauphiné. On le voit :
- en 1606 : au fort de L'esluse, au fort de Brescon en Languedoc ;
- en 1607 : à Bourg, Puymore, Embun, Exilles ;
- en 1608 : à Château-Queyras, Château Dauphin, Valence, Livron ;
- en 1609 : à Nyons, Serres, Sisteron, Exilles.

Le 15 mai 1605, Sully avait rédigé un « Règlement que le Roy veult estre doresnavant observé pour les fortifications qui seront faictes en chacune Province de son Royaume». L'ingénieur doit avant chaque chantier dresser la « description du travail et les devis ».
De Beins dresse ainsi un « Estat sommaire à quoy pourront monter les ouvrages de Massonnerye, creusement de fossez et autres (charpenterye) qu'il convient faire pour les fortifications et reparations de la ville de Grenoble suyvant la dernière visite qui en a esté faite ».

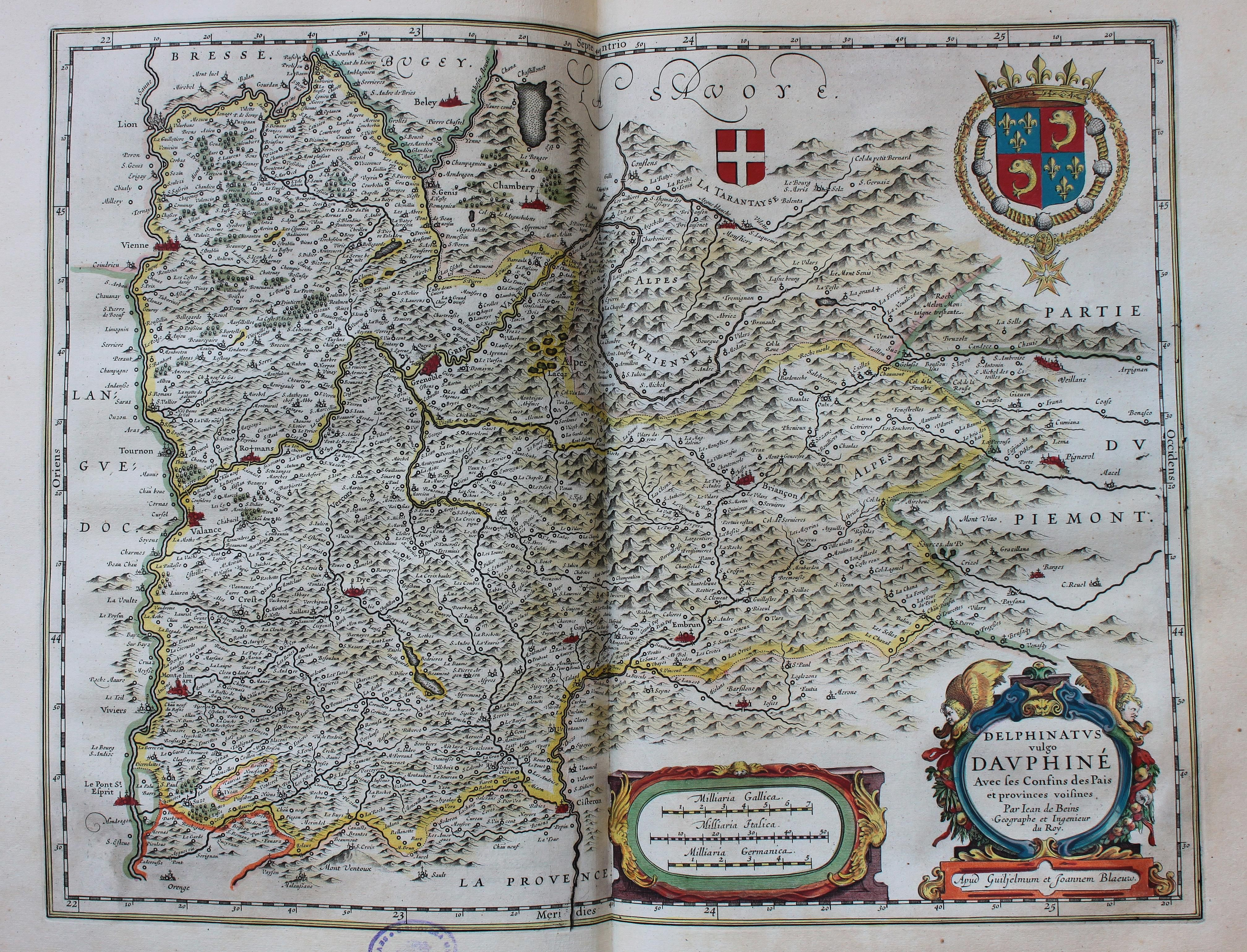
« Delphinatus vulgo - Dauphiné avec les confins des pais et provinces voisines, par Jean de Beins, géographe et ingénieur du Roy ».

Ingénieur et géographe, il a pour mission d'informer le roi et son ministre des fortifications de la province du Dauphiné, mais aussi de son visage géographique par sa cartographie. En 1607, Henri IV avait demandé à Sully de «faire faire les cartes des frontières de son royaume». Le roi «aimait avec passion les cartes chorographiques et tout ce qui étoit des sciences mathématiques». De cette activité de cartographe, il reste 75 planches qui se trouvent au British Museum.
Il est anobli en mars 1610. Pendant le règne de Louis XIII il prend une part importante aux guerres à la frontière du Piémont. 
Il a dessiné les plans de la nouvelle enceinte de Grenoble et a travaillé à Puymaure, fort construit par les Huguenots pour surveiller la catholique Gap et détruit sur ordre de Richelieu en 1633.

## Exposition
Les Alpes de Jean de Beins. Des cartes aux paysages (1604-1634) : une exposition présentée au musée de l'Ancien Évêché à Grenoble, du 21 octobre 2017 au  21 mai 2018.